# 효부 의령남씨 정려
효부 의령남씨 정려는 충청남도 아산시 탕정면에 있다. 2006년 3월 7일 아산시의 향토문화유산 제2호로 지정되었다.

## 개요
정려는 정·측면 1칸의 규모이며 시멘트로 방형의 기단을 구축한 다음 네 개의 기둥을 세운 후 그 위에 다시 지붕을 올렸다. 가구양식은 도리식으로 홑처마에 맞배지붕을 올렸다. 좌우의 측면에는 부채꼴 형태의 방풍판을 시설하였다. 정려의 안에는 ‘李婦 學生李培夏妻孺入宜寧南氏之門 上之二十二年壬辰三月日 命旌’이라 쓰여 진 명정 현판이 걸려있다. 한편 최초의 정려는 둥근 나무 기둥으로 세웠던 것을 1972년 4월 30일 벽돌로 기둥을 세워 철제 홍살을 둘러 중수하였다. 그러나 화재로 일부가 멸실 되었고, 이를 2005년 현재 위치로 이전 복원하면서 원형을 찾고자 하였다.